# Hilavrita xizangensis
Hilavrita xizangensis är en insektsart som beskrevs av Chou och Lu 1981. Hilavrita xizangensis ingår i släktet Hilavrita och familjen Flatidae. Inga underarter finns listade i Catalogue of Life.